# Idaea calunetaria
Idaea calunetaria är en fjärilsart som beskrevs av Otto Staudinger 1859. Idaea calunetaria ingår i släktet Idaea och familjen mätare. Inga underarter finns listade i Catalogue of Life.